# Дарницький шовковий комбінат
Да́рницький шо́вковий комбіна́т — колишнє підприємство шовкової промисловості УРСР та України. Було розташоване в Києві, за адресою Магнітогорська вулиця, № 1а.

## Історія
Будівництво комбінату розпочато на початку 1947 року. У 1948 році одержано першу продукцію: напівшовкові підкладкові тканини, полотно. У 1966 році, за успішне виконання завданнь семирічки (1959—1965), комбінат нагороджений орденом Леніна. 1968 року завершено спорудження підприємства.
До його складу входили виробництва: крутильне, ткацьке (зі снувальним, набиральноприсукувальним, трьома ткацькими, ворсовим та іншими цехами), фарбувально-оздоблювальне (з фарбувальним, апретурним, друкарським, вибивним та іншими цехами), а також допоміжні цехи (механізації, ливарний та інші).
Підприємство освоїло низку нових технологічних процесів: акварельне вибивання шовкових тканин та трибарвний растровий друк, вибивання тканин на емульсійному згущенні, стійку проти спрацювання обробку чистовіскозних тканин, від чого їхня міцність підвищувалася на 20 % тощо.
У 1977 році комбінату додану назву імені 60-річчя Великої Жовтневої соціалістичної революції. Підприємство було обладнане найновішим на той час устаткуванням, зокрема встановлено близько З тисяч сучасних ткацьких верстатів, з них 1 374 пневматичних, 480 фарбувально-роликових машин, 2 лінії для немнучкого оброблення тканин, лінія для оздоблення хутра, плюшу та інше.
28 вересня 1993 року підприємство було приватизоване й перетворилося на Закрите акціонерне товариство «Дарна». У 1990-х роках воно фактично припинило існування. У 2001 році один із цехів комбінату перетворили на торговельний комплекс «Даринок». 24 грудня 2007 ЗАТ «Дарна» зняте з державної реєстрації у зв'язку з банкрутством. У 2014 році на території колишнього комбінату заснували мистецько-освітній кластер «Артзавод Платформа».

## Продукція
Комбінат випускав шовкові тканини різного призначення (платтяні, костюмно-платтяні, блузкові, підкладкові, корсетні, краваткові, технічні, ворсові (штучне хутро, плюш), гобеленові бавовняні для оббивання меблів).
| рік  | шовкові тканини (млн. м) | бавовняні тканини (млн. м) |
| ---- | ------------------------ | -------------------------- |
| 1958 | 22, 6395                 | 0,8754                     |
| 1967 | 39,587                   | 1,375                      |
| 1970 | 51,0                     | 1,6                        |
| 1977 | 63,0                     | 2,0                        |

## Відомі працівники
- Волковинська Параска Григорівна — українська ткаля. Герой Соціалістичної Праці, Почесний громадянин Києва.
- Кондратьєва Любов Кіндратівна — ткаля, Герой Соціалістичної Праці, депутат ВР УРСР.
- Матеюк Микола Антонович — директор Дарницького шовкового комбінату у 1949—1960 рр..
- Федько Володимир Петрович — український художник, член Національної спілки художників України, член-кореспондент Академії мистецтв України, заслужений діяч мистецтв України.
- Грибань Надія Павлівна — заслужена художниця України.